# NGC 235
NGC 235 è una galassia lenticolare situata nella costellazione della Balena.

## Descrizione
Il database SIMBAD la classifica come galassia di Seyfert di tipo 2.
Sulla linea di vista di NGC 235 è compresa anche la galassia PGC 2570 che appare posizionata alla distanza di 95,94 Mpc, paragonabile a quella di NGC 235. Le due galassie sembrano quindi costituire una coppia di galassie interagenti e per questo a PGC 2570 viene attribuita da alcuni autori la designazione NGC 235B.

## Scoperta
NGC 235 è stata scoperta nel 1886 dall'astronomo americano Francis Leavenworth.